# Viol carcéral

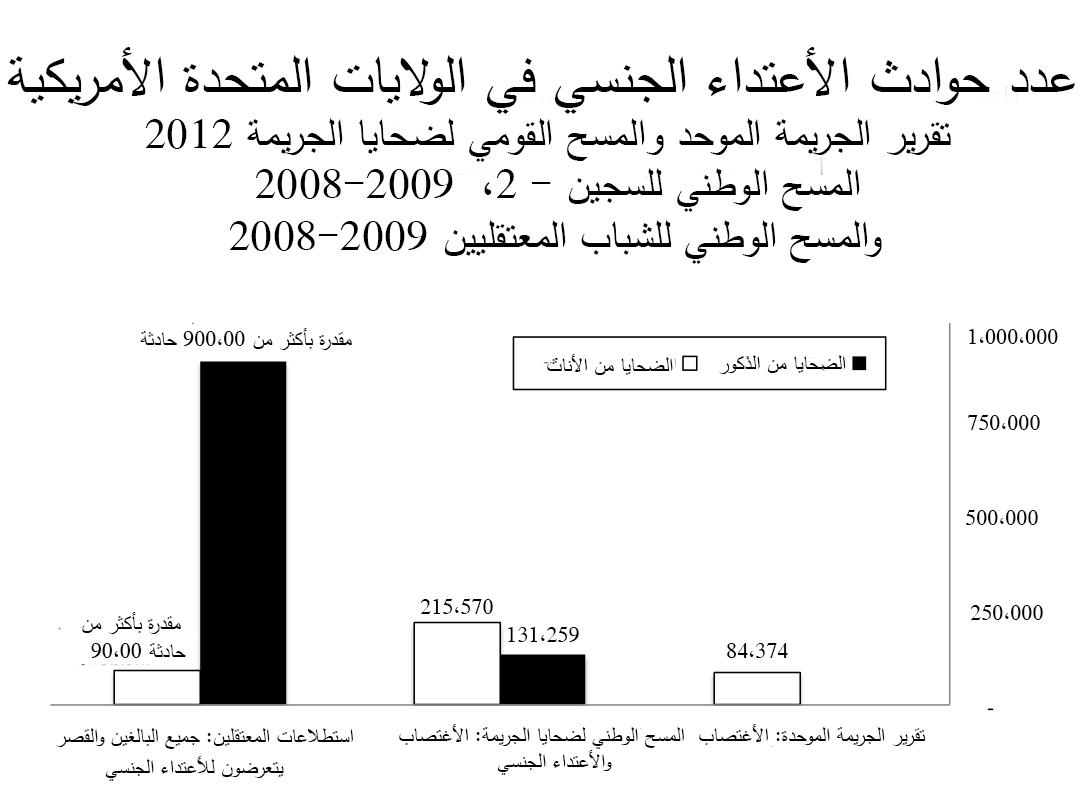
Graphique extrait de l'article « The Sexual Victimization of Men in America : New Data Challenge Old Assumptions » par Lara Stemple, JD, et Ilan H. Meyer, juin 2014.

Le viol carcéral est le viol ayant lieu dans des prisons. De nos jours, les prisonniers étant généralement séparés par sexe, ces agressions sont de nature homosexuelle, impliquant des violences sexuelles de prisonniers sur d'autres prisonniers, ainsi que des viols commis par le personnel pénitentiaire sur les détenus ou l'inverse.
Le viol peut être utilisé comme méthode de torture durant l'emprisonnement de terroristes potentiels : Khaled El-Masri, un Libanais suspecté par la CIA d'être lié à un groupe terroriste, a ainsi accusé les États-Unis de l'avoir violé pour obtenir des aveux dans le cadre de la guerre contre le terrorisme.

## Par endroits

### Chine
En février 2021, BBC News rapporte des témoignages de viols systématiques de femmes Ouïghoures dans les camps d'internement du Xinjiang,.
De nombreuses femmes anciennement détenues dans les camps d'internement du Xinjiang ont publiquement porté des accusations d'abus sexuels systématiques, y compris de viols. Sayragul Sauytbay, une enseignante qui a été forcée de travailler dans les camps, déclare à la BBC que les employés du camp dans lequel elle était détenue ont procédé à des viols « en masse », disant que les gardes du camp « choisissaient les filles et les jeunes femmes qu'ils voulaient et les emmenaient. » Elle raconte apprend à la BBC au sujet d'un viol collectif organisé, au cours duquel une femme d'environ 21 ans a été forcée de faire des aveux devant une foule de 100 autres femmes détenues dans les camps, avant d'être violée par plusieurs policiers devant elles. Tursunay Ziawudun, une femme qui a été détenue dans les camps pendant une période de neuf mois, déclare à la BBC que les femmes étaient sorties de leurs cellules « toutes les nuits » pour être violées par des hommes chinois, et qu'elle a été soumise à trois cas distincts de viol collectif pendant sa détention. Qelbinur Sedik, une Ouzbèke du Xinjiang, déclare que la police chinoise abusait sexuellement des détenus lors de tortures par chocs électriques, affirmant qu'« il y avait quatre types de chocs électriques... la chaise, le gant, le casque, et le viol anal avec un bâton. »

### États-Unis
Le viol carcéral aux États-Unis revêt un fort aspect raciste : les hommes les plus sujets aux violences sont les descendants d'Européens, souvent maltraités par les Noirs et les Hispano-Américains. De manière plus générale, les hommes perçus comme plus faibles sont davantage en danger : les jeunes, faibles physiquement ou que l'on perçoit comme efféminés ou homosexuels.
En 1974, Carl Weiss et David James Friar écrivent que 46 millions d'Américains seront un jour incarcérés et que sur ce nombre, 10 millions seront violés. Dans un rapport établi par le Bureau of Justice Statistics en 2013, Sexual Victimization in Prisons and Jails Reported by Inmates, les données statistiques indiquent que 4 % des détenus en prisons fédérales rapportent avoir subi une agression de type sexuel, au cours de la période de l'étude 2011-2012.

### France
Le viol carcéral est un sujet tabou en France et sous-médiatisé. Il est considéré comme un fait « rare et marginal ». Comme seule précaution, l'article de la loi pénitentiaire de 2009 prévoit des cellules individuelles pour les détenus en danger.

### Moyen-Orient
Le viol est régulier dans les prisons de l'ensemble du Moyen-Orient. Les abus sur femmes, enfants et hommes détenus sont monnaie courante dans les prisons des Émirats arabes unis,, d'Arabie saoudite et au Bahreïn,.

## Dans la culture populaire
Le viol carcéral est représenté ou suggéré dans un certain nombre d'œuvres de fiction, où il est notamment mis en scène pour montrer l'établissement d'un rapport de force et de domination entre protagonistes.

### Cinéma
- 1976 : La Prison du viol
- 1994 : Les Évadés
- 1997-2003 : Oz (série télévisée)
- 1998 : American History X
- 2008 : Secret défense
- 2010 : Dog Pound